# UGCA 86
UGCA 86 é uma galáxia irregular do Grupo IC 342/Maffei.

## Ver também

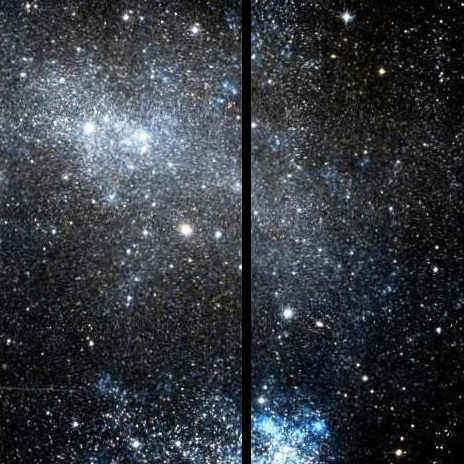
UGCA 86